# Ibex Valley
Ibex Valley ist ein Weiler im kanadischen Yukon, der sich selbst verwaltet (incorporated hamlet).
Zum Ibextal gehören Häusergruppen im Gebiet des Alaska Highways (etwa Meile 945), dazu Häuser an einem rund 5 km langen Rundweg zwischen Meile 929 und 934. Der namensgebende Fluss ist der Ibex River. Der Ort gehört zur Agglomeration Whitehorse und liegt rund 16 km nordwestlich des Stadtkerns. Er liegt zugleich im traditionellen Territorium der Ta'an Kwach'an First Nation, wie die gesamte Stadt Whitehorse in ihrem und im Territorium der Kwanlin Dun First Nation liegt.
Der überwiegende Teil der 523 Bewohner ist in Whitehorse beschäftigt und pendelt dorthin, doch werden im Ort auch eine begrenzte Landwirtschaft sowie Tourismus betrieben; letzterer konzentriert sich auf Agrotourismus und den sogenannten wilderness tourism.
Fünf Räte (councillors) bilden die örtliche Regierung.

## Einwohnerzahl
Der Zensus im Jahr 2016 ergab für die Gemeinde eine Bevölkerungszahl von 411 Einwohnern, nachdem der Zensus im Jahr 2011 für die Gemeinde noch eine Bevölkerungszahl von 346 Einwohnern ergeben hatte. Die Bevölkerung hat dabei im Vergleich zum letzten Zensus im Jahr 2011 deutlich um 18,8 % zugenommen und liegt damit weit über dem Durchschnitt des Territoriums mit einer Bevölkerungszunahme um 5,8 %.
1987 zählte der Ort keine hundert Einwohner; 2001 hatte Ibex Valley 315, 2006 bereits 376 Einwohner. Sie lebten in 160 Haushalten. 90 Bewohner gaben an, zu den Ureinwohnern zu zählen. Binnen vier Jahrzehnten hat sich die Bevölkerung mehr als verfünffacht, wobei der Anteil der Indianer bei rund 25 % liegt.